# Sky Horse
Sky Horse o Tien Ma 1 (chino: 天馬飛彈; pinyin: Tiānmǎ Fēidàn) es un misil balístico desarrollado en secreto por Taiwán a finales de la década de 1970, del que se está produciendo un número considerable.

## Desarrollo
Sky Horse fue desarrollado por el Instituto Nacional Chung-Shan de Ciencia y Tecnología (CSIST) y estaba asociado con el entonces secreto programa de armas nucleares del país. Con un alcance de 600 a 950 kilómetros, habría sido capaz de atacar preventivamente puertos, aeródromos o bases de misiles en la China continental en un arco desde Shanghai hasta Zhanjiang. El Sky Horse iba a ser el principal vehículo de lanzamiento de las armas nucleares taiwanesas. Se planeó que el vehículo de entrega secundario fuera el caza AIDC F-CK-1 Ching-kuo, entonces en desarrollo.

## Cancelación del proyecto
El proyecto Sky Horse fue cancelado en parte debido a la presión de los EE. UU. y en parte para que el CSIST pudiera concentrarse en el misil Sky Bow. Hubo llamamientos para reactivar el programa en respuesta a las amenazas de misiles de China durante 1995 y 1996. Un alto funcionario taiwanés admitió que Taiwán estaba "desconcertado por las medidas de China", y había temores de que éstas pudieran conducir a una carrera de armamentos.

## Características generales
- Longitud: > 20 metros
- Propulsor: Combustible sólido[8]
- Alcance: Estimado 600 – 950 km
- Orientación: inercial
- Plataforma de lanzamiento: terrestre
- Carga útil: ~ 350 kg[9]